# Frits Ekkel
F.W. (Frits) Ekkel (Twello, 5 april 1938 - Laren, 15 januari 2020) was een Nederlands dichter.

## Biografie
Ekkel deed het gymnasium in Deventer waar hij onder anderen Serge Daan (1940-2018) leerde kennen; de laatste stelde in 2017 zijn verzameld dichtwerk samen. Vervolgens werd hij - na zijn studie in Amsterdam - leraar Nederlands, en was hij politiek (zeer) links georiënteerd (volgens A.L. Snijders). Eind jaren vijftig verschenen zijn eerste gedichten in het literair maandblad Podium en in de bloemlezing Dichters van morgen. De eerste eigen bundels verschenen in de jaren negentig. Hij was goed bevriend met Rutger Kopland die zei dat hij al zijn gedichten eerst aan Ekkel liet lezen alvorens ze voor publicatie gereed te maken. Hij is tevens bevriend met A.L. Snijders die zijn verzameld werk zou inleiden. In 2002 redigeerde hij een publicatie over de beeldhouwer Jan de Baat. Hij is de vader van Quiryn Ekkel, tweeling Daan Ekkel en Willem Ekkel en Lotte Ekkel. Zijn broer Hans Ekkel, tevens oud-docent, is ook dichter. Ekkel geeft workshops dichten.